# On the Border Mexican Grill & Cantina
On The Border Mexican Grill & Cantina é uma cadeia de restaurantes de comida Tex-Mex casual localizados nos Estados Unidos e na Coreia do Sul. A cadeia e a marca são propriedade do Argonne Capital Group.

## História
A primeira loja On The Border abriu a 29 de outubro de 1982, em Dallas, Texas. Em 3 de março de 2009, a cadeia perdeu a sua designação de subsidiária integral quando foi incorporada na Brinker International como uma marca da empresa. Em 2010, a Brinker International vendeu a On the Border à Golden Gate Capital. A OTB Acquisition LLC, uma filial da Golden Gate Capital, anunciou que tinha concluído a aquisição da On The Border Mexican Grill & Cantina à Brinker International, Inc. (NYSE: EAT). Em 24 de abril de 2014, a cadeia foi vendida ao Argonne Capital Group, outra empresa de capitais privados.

## Restaurantes
A cadeia opera mais de 150 restaurantes nos Estados Unidos e treze locais (7 lojas em Seul, Bucheon, Goyang, Hanam, Suwon, Daejeon e Busan) na Coreia do Sul.

## Produtos
O restaurante é conhecido pela sua seleção de fajitas e pela vasta seleção de margaritas. É também conhecido pelo “Guacamole Live”, a preparação de guacamole fresco à mesa.

## Críticas
Durante vários anos consecutivos, a revista Men's Health classificou o On the Border como uma das cadeias mais insalubres no seu “Restaurant Report Card” anual. Em 2010, a revista nomeou o On the Border como a pior cadeia na sua categoria mexicana, notando que uma refeição enchilada continha mais de 1.600 calorias, e as sobremesas continham tipicamente mais de 1.000 calorias cada.